# Union Bay (Seattle)

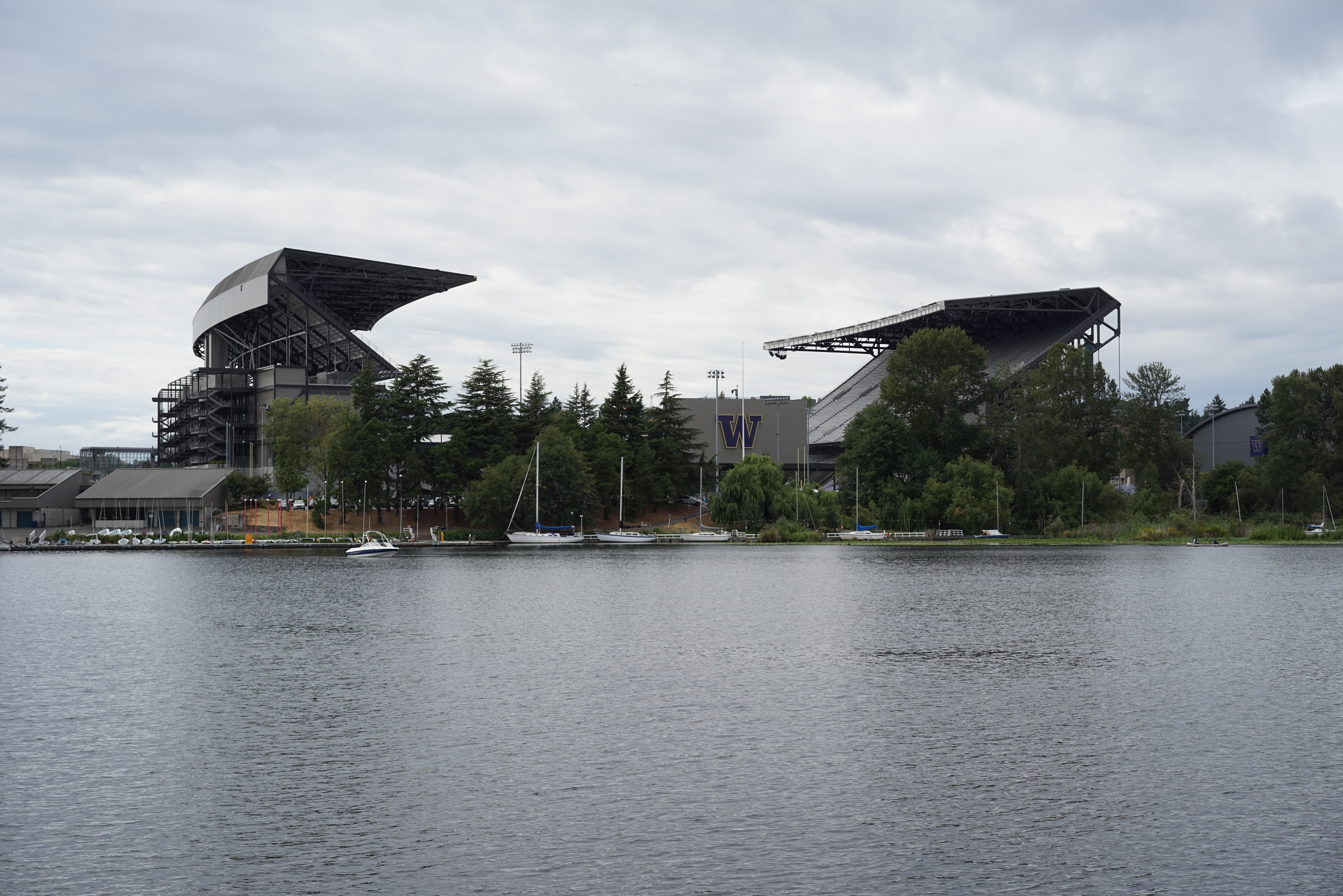
Blick westwärts über die Union Bay auf das Husky Stadium (Juli 2015)

Die Union Bay ist eine Bucht im Lake Washington im Stadtgebiet von Seattle im US-Bundesstaat Washington. Die Bucht ist begrenzt von den Stadtvierteln Laurelhurst im Norden sowie Montlake und Madison Park im Süden. Die Evergreen Point Floating Bridge mit der Washington State Route 520 quert einen Teil der Bucht.
Die Inseln Marsh Island und Foster Island liegen in der Union Bay und sind mit dem Festland (sowie untereinander) durch den Arboretum Waterfront Trail und den Foster Island Trail verbunden. Die Union Bay endet an der östlichen Öffnung des Montlake Cut, welcher sie mit der Portage Bay (einem Arm des Lake Union) im Westen verbindet – dies markiert den Beginn des Lake Washington Ship Canal, welcher durch Seattle verläuft und den Lake Washington mit dem Puget Sound verbindet.

## Geschichte
Als der Wasserspiegel des Lake Washington 1916 um fast 9 ft (3 m) im Zuge der Eröffnung des Lake Washington Ship Canal abgesenkt wurde, fiel ein gut Teil der Union Bay sowie der angrenzenden Marsch und des Feuchtgebiets trocken, was durch Aufschüttungen und nachträglich durch geordnete Deponierung gefördert wurde. Die Marsch und ein Großteil der Bucht wurden zwischen 1911 und 1967 aufgefüllt. Der Montlake Landfill (in Nutzung von 1926 bis 1967) war das fiktive Heim des Fernsehclowns J. P. Patches, der es von 1958 bis 1981 bewohnte. a Das Einkaufszentrum University Village (1956) und der größte Teil des östlichen Campus der University of Washington (UW) außer dem Husky Stadium befinden sich heute auf diesem Land. Was von der Marsch an der Union Bay übrig blieb ist der renaturierte Rest in der Union Bay Natural Area der UW.
Einerseits befindet sich der Abfluss des Lake Washington an der Union Bay, andererseits erhält sie Zufluss vom Arboretum Creek und vom Ravenna Creek über eine Pipeline vom Ravenna Park, die durch den Süden des Stadtteils Ravenna verläuft und auf eine Offenlegung in der renaturierten Union Bay Natural Area folgt.
Die Ufer der heutigen Union Bay sind seit Ende der letzten Eiszeit vor etwa 10.000 Jahren besiedelt. Vorfahren der heutigen Duwamish-Indianer (Dkhw’Duw’Absh, „das Volk aus dem Inneren“ [des Landes], zu den Lushootseed Küsten-Salish gehörig) bewohnten bis in die 1850er Jahre Dörfer rund um die Bucht.
Das Dorf der hehs-KWEE-kweel („Rochen“) lag am hloo-weelh-AHBSH (von s’hloo-WEELH, „ein enges Loch, gebohrt, um die Dicke eines Kanus zu messen“) lag an der schmalen Passage durch die dann erweiterte ressourcenreiche Marsch an der Union Bay. Spuren der Marsch haben als Union Bay Natural Area und als Foster Island des nördlichen Washington Park Arboretum überlebt. Die Bäume der Insel Stitici (gesprochen wie Stie-tie-tschie; „kleine Insel“) waren der Ort für ihre Bestattungszeremonien. Stitici heißt heute Foster Island.  Ds Dorf bildete die nordöstliche Spitze des heutigen Stadtviertels Madison Park. Eines der indianischen Langhäuser (der Vorreiter des Cohousing für Dutzende von Menschen) könnte als Potlatch-Haus gedient haben. Die Duwamish setzen heute die heilige Stätte wirksam bei ihrem Streben nach Anerkennung ein, da sie auf der Trasse einer massiven Erweiterung der Washington State Route 520 durch den Süden der Union Bay zwischen Redmond und der Interstate 5. Das prominente Dorf SWAH-tsoo-gweel („Transport“) lag an einer viel größeren Union Bay und das heutige Stadtviertel Ravenna war vor Ankunft der Europäer ihr Hinterhof, Laurelhurst im Sommer.
Die Seattle, Lake Shore and Eastern Railway wurde um 1886 entlang des heutigen Burke-Gilman Trail gebaut. Die Trasse folgte dem damiligen Ufer, an dem heute das Kraftwerk der UW und das Viertel University Village liegen.:25 Am Ort des heutigen Kraftwerks gab es ein Langhaus (am Montlake Boulevard gegenüber dem IMA-Gebäude), andere lagen an den Nordufern, welches damals etwa eine Meile (1,6 km) weiter entfernt war, sowie am Ufer östlich der heutigen Union Bay Natural Area. Dazwischen, am Ort des heutigen Center for Urban Horticulture and Children’s Hospital gab es ein oder zwei weitere Langhäuser. Bei den Dörfern handelte es sich eher um Streusiedlungen.
Cheshiahud (oder „Lake John“) und seine Familie gehörten zu den Einwohnern an der Union Bay in den ersten Jahrzehnten von Seattle, an die man sich noch heute erinnert.